# Isabella Savona
Isabella Savona (Roma, 23 febbraio 1952) è un'attrice italiana, interprete anche di fotoromanzi della Lancio.

## Biografia
È stata negli anni settanta interprete cinematografica di film di serie B, prevalentemente musicarelli, spaghetti western e film comici, ma diretta da registi del calibro di Marco Vicario, Sergio e Bruno Corbucci, Mauro Bolognini e Luigi Comencini.
Come interprete di fotoromanzi, è apparsa, sia come protagonista che da antagonista, in ben 336 storie pubblicate dalla Lancio fra il 1970 ed il 1982, in particolare per la testata Lucky Martin.

## Filmografia
- Zum Zum Zum - La canzone che mi passa per la testa, regia di Sergio e Bruno Corbucci (1968)
- Se vuoi vivere... spara!, regia di Sergio Garrone (1968)
- Zum Zum Zum nº 2, regia di Bruno Corbucci (1969)
- Un bellissimo novembre, regia di Mauro Bolognini (1969)
- Infanzia, vocazione e prime esperienze di Giacomo Casanova, veneziano, regia di Luigi Comencini (1969)
- Bolidi sull'asfalto a tutta birra!, regia di Bruno Corbucci (1970)
- Il prete sposato, regia di Marco Vicario (1971)
- 4 marmittoni alle grandi manovre, regia di Marino Girolami (1974)
- Le due orfanelle, regia di Leopoldo Savona (1976)